# Babelomurex helenae
Babelomurex helenae is een slakkensoort uit de familie van de Muricidae. De wetenschappelijke naam van de soort is voor het eerst geldig gepubliceerd in 1973 door Azuma.